# Stephan Andersen
Stephan Maigaard Andersen (Copenaghen, 26 novembre 1981) è un ex calciatore danese,di ruolo portiere.

## Palmarès

### Club

#### Competizioni nazionali
- Royal League: 1

Brøndby: 2006-2007
- Coppa di Danimarca: 4

Brøndby: 2007-2008
Copenaghen: 2014-2015, 2015-2016, 2016-2017
- Campionato danese: 2

Copenaghen: 2015-2016, 2016-2017